# Andreina Pagnani
Andreina Pagnani, nata Andreina Gentili (Roma, 24 novembre 1906 – Roma, 22 novembre 1981), è stata un'attrice e doppiatrice italiana.
Elegante, di forte presenza scenica, fu una primadonna del teatro italiano, cimentandosi in un vasto repertorio (commedie, sacre rappresentazioni, testi classici).

## Biografia
Dopo aver vinto il concorso Filodrammatico di Bologna nel 1928, le venne offerto il ruolo di prima attrice in una compagnia professionistica a Milano.
Nel 1933 è Uliva nella prima assoluta di La rappresentazione di Santa Uliva di Ildebrando Pizzetti nel Chiostro Grande della Basilica di Santa Croce di Firenze con Rina Morelli, Cesare Bettarini, Memo Benassi, Ruggero Lupi, Carlo Lombardi, Sarah Ferrati, Nerio Bernardi, Armando Migliari e Giovanni Cimara per la regia di Jacques Copeau.

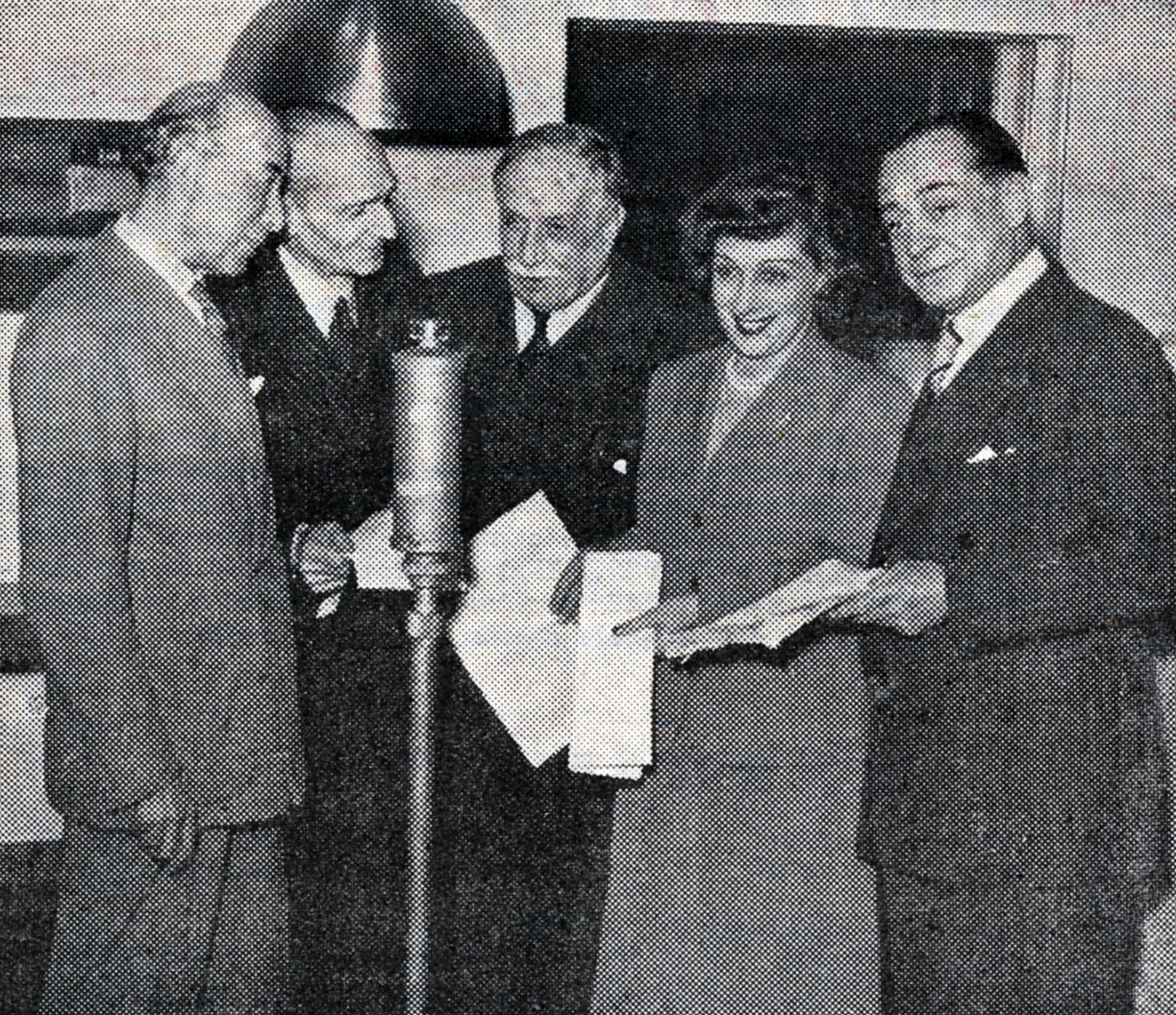
Durante una trasmissione in lingua italiana a Radio Monte Ceneri con Romano Calò, Lucio Ridenti, Renato Simoni, e Marcello Giorda nel 1950

In seguito, dopo essere stata accanto a Luigi Cimara e Romano Calò, nel 1938 formò la compagnia Pagnani-Cialente e nel 1938-39 ottenne un notevole successo con la compagnia del Teatro Eliseo di Roma, accanto a Gino Cervi, Carlo Ninchi e Paolo Stoppa.
Nel 1939 è Dafne in Aminta (Tasso) per la regia di Renato Simoni e Corrado Pavolini con la Morelli, Micaela Giustiniani, Rossano Brazzi, Gino Cervi, Ernesto Sabbatini, Carlo Ninchi, Aroldo Tieri e Annibale Ninchi nel Giardino di Boboli a Firenze.
Attrice dotata di grande fascino e di una elegante intensità recitativa, Andreina Pagnani viene ricordata soprattutto per avere interpretato le opere di autori come William Shakespeare (La dodicesima notte, Le allegre comari di Windsor), Luigi Pirandello (Non si sa come, I giganti della montagna), Jean Cocteau (I parenti terribili), Eugene O'Neill (Strano interludio) e George Bernard Shaw (La professione della signora Warren).

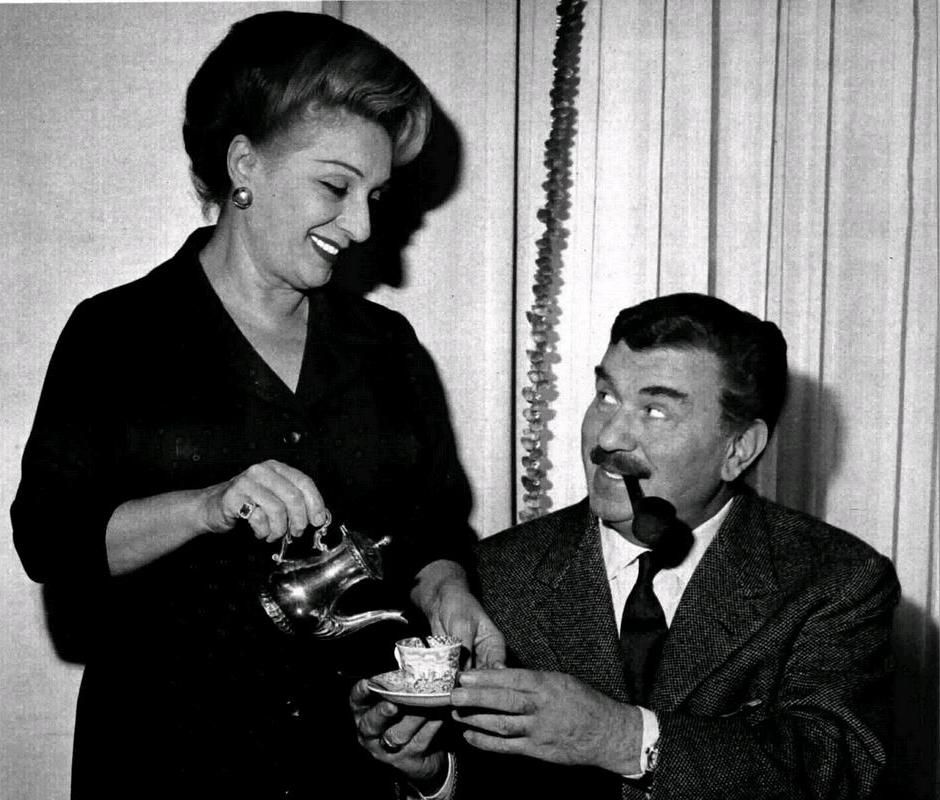
Con Gino Cervi ne Le inchieste del commissario Maigret

Frequenti furono le partecipazioni alla prosa radiofonica dell'EIAR e della Rai a partire dalla metà degli anni trenta, oltre che alla prosa televisiva, in voga negli anni cinquanta e sessanta. Il grande pubblico televisivo la ricorda soprattutto per il ruolo della tenera e premurosa signora Maigret, accanto al suo vecchio compagno di scena Gino Cervi, nella serie Le inchieste del commissario Maigret (1964-1972).
Condusse, fin dall'inizio della carriera, anche un'attività cinematografica che, seppur non intensa come quella teatrale, durò comunque più di trent'anni, dall'inizio degli anni trenta (dall'avvento in Italia del cinema sonoro) fino alla seconda metà degli anni sessanta.
Le sue doti interpretative si esprimevano attraverso una voce intensa e dagli accenti sfumati, e proprio grazie a questa qualità fu, assieme a Lydia Simoneschi, Tina Lattanzi, Rosetta Calavetta, Dhia Cristiani e Giovanna Scotto, una delle doppiatrici più quotate e richieste della sua generazione, a partire dal 1930, prestando la voce a grandi dive, come Bette Davis e Marlene Dietrich, inoltre Katharine Hepburn ne La regina d'Africa e Improvvisamente, l'estate scorsa, Gloria Swanson in Viale del tramonto, Barbara Stanwyck in Il terrore corre sul filo, Greta Garbo in Ninotchka e Non tradirmi con me. Ha inoltre doppiato anche diverse attrici italiane, tra cui una Gina Lollobrigida a inizio carriera nel film del 1949 Campane a martello.
Fu legata sentimentalmente per nove anni ad Alberto Sordi Si conobbero nel 1941 durante il doppiaggio de Il giardino di Allah, nel quale entrambi lavorarono (la Pagnani prestando la voce a Marlene Dietrich)..

### Morte
Andreina Pagnani morì a causa di una grave malattia nella sua casa romana, il 22 novembre 1981, due giorni prima del suo 75º compleanno ed è sepolta al Cimitero Flaminio di Roma.

## Filmografia
- Patatrac, regia di Gennaro Righelli (1931)
- Acqua cheta, regia di Gero Zambuto (1933)
- Il presidente della Ba. Ce. Cre. Mi., regia di Gennaro Righelli (1933)
- La maestrina, regia di Guido Brignone (1933)
- Quella vecchia canaglia, regia di Carlo Ludovico Bragaglia (1934)
- Il serpente a sonagli, regia di Raffaello Matarazzo (1935)
- L'orizzonte dipinto, regia di Guido Salvini (1941)
- Apparizione, regia di Jean de Limur (1943)
- I miserabili, regia di Riccardo Freda (1948)
- Il padrone sono me, regia di Franco Brusati (1955)
- Domenica è sempre domenica, regia di Camillo Mastrocinque (1958)
- I piaceri del sabato notte, regia di Daniele D'Anza (1960)
- Le pillole di Ercole, regia di Luciano Salce (1960)
- Gli attendenti, regia di Giorgio Bianchi (1961)
- Il giudizio universale, regia di Vittorio De Sica (1961)
- Il comandante, regia di Paolo Heusch (1963)
- I 2 vigili, regia di Giuseppe Orlandini (1967)

## Prosa radiofonica Eiar
- Conversazione di Andreina Pagnani, programma trasmesso il 31 dicembre 1935
- L'amica delle mogli, di Luigi Pirandello, regia di Aldo Silvani, trasmessa il 27 aprile 1937
- Il bugiardo, commedia di Carlo Goldoni, regia di Renato Simoni, trasmessa il 25 luglio 1937

## Prosa radiofonica Rai
- I parenti terribili, di Jean Cocteau, regia di Guglielmo Morandi, trasmessa il 24 novembre 1947.
- Francillon, commedia di Alessandro Dumas, regia di Pietro Masserano Taricco, trasmessa il 10 gennaio 1949
- Il capitano Carvallo, di Denis Cannan, regia di Mario Ferrero, trasmessa il 8 settembre 1952
- La locandiera, di Carlo Goldoni, regia di Corrado Pavolini, trasmessa il 17 novembre 1953.
- Gli ultimi cinque minuti di Aldo De Benedetti, regia di Pietro Masserano Taricco, trasmessa il 10 giugno 1954.
- La famiglia Barrett, commedia di Rudolf Besier, regia di Pietro Masserano Taricco, trasmessa il 7 marzo 1955
- Mi devi ascoltare, radiodramma di Nigel Kneale, regia di Enzo Convalli, trasmessa il 9 novembre 1955, ore 22.
- Francillon, di Alessandro Dumas, regia di Umberto Benedetto, trasmessa il 25 marzo 1957
- Musse o la scuola dell'ipocrisia, commedia di Jules Romains, regia di Luciano Mondolfo, trasmessa il 8 febbraio 1961
- Il caso Papaleo di Ennio Flaiano, regia di Luciano Mondolfo, trasmessa il 18 febbraio 1963.
- Quaderno proibito, di Alba De Cespedes, regia di Pietro Msserano Taricco, trasmessa 5 settembre 1963

## Varietà radiofonici Rai
- Le canzoni di casa Maigret, regia di Andrea Camilleri, trasmessa nel 1972.

## Prosa televisiva Rai
- Un mese in campagna, di Ivan Turgenev, regia di Mario Landi, trasmessa il 25 ottobre 1957.
- Leocadia, regia di Mario Ferrero, trasmessa nel (1958)
- Il gabbiano, di Anton Čechov, regia di Mario Ferrero, 1º luglio 1960.
- La professione della signora Warren, regia di Mario Ferrero, (1961)
- Tra vestiti che ballano, regia di Giacomo Colli (1965)
- La tua giovinezza, di Denys Amiel, regia di Anton Giulio Majano (1965)
- Il ministro a riposo, regia di Mario Ferrero, (1968)
- Donna in vestaglia, regia di Giacomo Colli, (1968)
- Ricordo la mamma, di John vam Druten, regia di Guglielmo Morandi (1969)
- Le inchieste del commissario Maigret, regia di Mario Landi (1964-1972)
- La mossa del cavallo , regia di Giacomo Colli (1977)

## La commedia musicale
- La padrona di Raggio di Luna, di Garinei e Giovannini (1955)

## Doppiaggio
- Marlene Dietrich in Angelo, Scandalo internazionale, Testimone d'accusa, Fulminati, L'ammaliatrice, Passione di zingara, Il giardino di Allah, L'infernale Quinlan
- Bette Davis in Ombre malesi, Il grande amore, Figlia del vento, Il prezzo dell'inganno, L'amica, Il conte di Essex
- Simone Signoret in I diabolici, Le vergini di Salem, La strada dei quartieri alti, La nave dei folli, Chiamata per il morto
- Rhonda Fleming in Fuoco a Cartagena, Arriva Jesse James, La rivolta degli schiavi
- Tamara Lees in Il falco rosso, Perdonami!, Ti ho sempre amato!
- Ginger Rogers in Cappello a cilindro, Il magnifico scherzo, L'amante sconosciuto
- Norma Shearer in Giulietta e Romeo, Incontro senza domani, Donne
- Märta Torén in Puccini, Casa Ricordi[5], Maddalena
- June Allyson in Due ragazze e un marinaio
- Arletty in Amanti perduti
- Anne Baxter in Il filo del rasoio
- Marie Bell in Vaghe stelle dell'Orsa...
- Polly Bergen in Donne inquiete
- Myriam Bru in Casa Ricordi[6], Gli amori di Manon Lescaut
- Capucine in Estasi, Ciao Pussycat
- Sarah Churchill in Daniele Cortis
- Bella Darvi in Sinuhe l'egiziano
- Yvonne De Carlo in Doppio gioco
- Olivia de Havilland in Se non ci fossimo noi donne, La porta d'oro
- Dolores del Río in Carioca (doppiaggio originale)
- Constance Dowling in Miss Italia
- Doris Dowling in Riso amaro
- Ann Dvorak in Fiamme a San Francisco, Mascherata al Messico
- Geraldine Fitzgerald in L'idolo cinese
- Nina Foch in L'eterna armonia
- Greta Garbo in Ninotchka, Non tradirmi con me
- Ava Gardner in I gangsters, Singapore
- Gloria Grahame in La bestia umana, La vita è meravigliosa
- Nadia Gray in Il cardinale Lambertini
- Joan Greenwood in Tom Jones
- Nancy Guild in Il bandito senza nome
- Barbara Hale in Il complice segreto
- Dorothy Hart in La città nuda
- June Havoc in Ultimatum a Chicago
- Katharine Hepburn in La regina d'Africa, Improvvisamente, l'estate scorsa
- Miriam Hopkins in L'ereditiera
- Hedy Lamarr in L'amante di Paride
- Angela Lansbury in Il buio in cima alle scale, La vita privata di Henry Orient
- Margaret Leighton in L'età della violenza
- Viveca Lindfors in La tempesta, Il re dei re
- Sylvia Lopez in Ercole e la regina di Lidia
- Tina Louise in L'assedio di Siracusa
- Deborah Kerr in Buongiorno tristezza, Il dubbio
- Hildegard Knef in Le nevi del Chilimangiaro, Caterina di Russia
- Dorothy McGuire in Tre soldi nella fontana, La mia terra
- Melina Merkouri in Mai di domenica, Topkapi
- Jeanne Moreau in Eva
- Merle Oberon in Désirée
- Geraldine Page in La dolce ala della giovinezza
- Irene Papas in Vortice
- Eleanor Parker in Furia bianca, Tutti insieme appassionatamente
- Colette Regis in Attila
- Emmanuelle Riva in Hiroshima mon amour
- Margarete Robsahm in Danza macabra
- Eva Marie Saint in Fronte del porto
- Kim Stanley in La divina
- Gloria Swanson in Viale del tramonto
- Ingrid Thulin in Agostino
- Claire Trevor in Come uccidere vostra moglie
- Lana Turner in Lo specchio della vita, I peccatori di Peyton
- Jo Van Fleet in La diga sul Pacifico
- Anne Vernon in Il conte Max
- Edda Albertini in Monastero di Santa Chiara
- Letizia Bonini in Il fornaretto di Venezia
- Gianna Maria Canale in L'ombra, Le fatiche di Ercole
- Ester Carloni in Il federale
- Elisa Cegani in La nemica, Graziella
- Barbara Costanova in La città dolente
- Luisa Della Noce in L'arte di arrangiarsi
- Enrica Dyrell in Chi è senza peccato...
- Dorian Gray in Totò, Peppino e la... malafemmina
- Lilia Landi in Lo sceicco bianco
- Elvy Lissiak in Domenica d'agosto
- Gina Lollobrigida in Campane a martello
- Marta Marcelli in Racconti d'estate
- Franca Marzi in Gastone
- Isa Miranda in Arrivano i dollari!
- Elli Parvo in Il cavaliere misterioso
- Myriam Petacci in Quattro donne nella notte
- Isa Pola in Acciaio
- Leonora Ruffo in La regina di Saba
- Gina Sammarco in La viaccia
- Milly Vitale in Per salvarti ho peccato